# Wilhelm Duysing
Wilhelm Duysing (* 19. September 1796 in Marburg an der Lahn; † 21. August 1855 in Kassel) war ein deutscher Verwaltungsjurist und Politiker.

## Leben
Duysing war der Sohn des Rektors des Paedagogiums in Marburg Johann Dietrich Wilhelm Duysing und dessen Ehefrau Anna Christine geborene Riemenschneider. Duysing, der evangelisch-reformierter Konfession war, heiratete 1825 Cornelia Charlotte Elisabeth Wörndel (* 11. Mai 1798 in Frankfurt am Main; † 27. August 1837 in Kassel), die Tochter des Wachstuchfabrikanten Anton Sebastian Wörndel.
Duysing studierte ab 1813 Rechtswissenschaften an der Universität Marburg. Von 1822 bis 1823 war er Bürgermeister in Marburg und danach Regierungsrat und Referent im kurhessischen Innenministerium. 1833 wurde er zum Finanzrat ernannt. Von 1835 bis 1848 war er Mitglied der Direktion der Landeskreditkasse in Kassel. 1843 erhielt er die Beförderung zum Geheimen Finanzrat und wurde außerordentlicher Referent im Finanzministerium. Von 1846 bis 1855 war er Mitglied der Staatswirtschaftlichen Prüfungskommission. Von 1848 bis 1851 war er vortragender Rat mit dem Titel Geheimer Regierungsrat im kurhessischen Innenministerium und 1848 auch Landtagskommissar. Von 1850 bis 1855 war er Direktor der Leih- und Commerzbank in Kassel. Von 1851 bis 1855 war er Geheimer Oberfinanzrat und vortragender Rat im kurhessischen Finanzministerium und von 1854 bis 1855 zusätzlich Mitglied der Kommission für Handels- und Gewerbeangelegenheiten.

## Politik
1830 war er Mitglied des konstituierenden kurhessischen Landtags und 1831 bis 1832 Mitglied der kurhessischen Ständeversammlung für den Wahlkreis Marburg-Stadt. Während er im Landtag gemäßigte liberale Positionen vertrat, wurde er 1848 als konservativ wahrgenommen, 1850 wurde er Mitglied des Erfurter Unionsparlaments und war dort Schriftführer im Staatenhaus.
Er wurde mit dem Roten Adlerorden 3. Klasse ausgezeichnet.